# Рентон (футбольний клуб)
«Рентон» (шотл. Renton Football Club) — колишній шотландський футбольний клуб з містечка Рентон, Західний Данбартоншир, створений 1872 року і був одним із найсильніших клубів Шотландії 1870-х та 1880-х років. Був одним із засновників Шотландської футбольної ліги у 1890 році, але не зміг конкурувати із іншими клубами, через що швидко вилетів із вищого дивізіону і з того часу виступав у нижчих лігах країни аж до свого розформування у 1922 році.

## Історія
«Рентон» був заснований 1872 року і став одним з найсильніших команд Шотландії свого часу, вигравши двічі у одному з найстаріших футбольних турнірів світу — Кубку Шотландії, ставши володарем трофею у 1885 та 1888 роках, а також ще тричі (у 1875, 1886 та 1895 роках) ставав фіналістом цього змагання. Крім цього клуб у 1888 році здолав найсильнішу команду Англії, переможців тогорічного Кубка Футбольної асоціації, клуб «Вест-Бромвіч Альбіон» (4:1), здобувши неофіційний титул найсильнішого футбольного клубу світу, оскільки в інших країнах футбол у той час був у зародковому стані.
В 1890 році «Рентон» став одним із засновників Шотландської футбольної ліги. У дебютному розіграші вже 30 вересня 1890 року, після чотирьох турів, виступ клубу був призупинений Шотландською футбольною асоціацією за професіоналізм, оскільки стало відомо, що команда вчиняє виплати гравцям, що на той момент було заборонено. Згодом клуб був виключений з ліги, а їх результати були скасовані. Втім вже наступного сезону «Рентон» повернувся до чемпіонату, оскільки йому вдалося оскаржити попереднє рішення ШФА і зайняв шосте місце серед 12-ти учасників. За підсумками сезону 1892/93 клуб зайняв 8-ме місце із 10-ти, а наступного — останнє десяте і вилетів до другого дивізіону, де провів наступні три сезони і на початку четвертого (1897/98) знявся через фінансові проблеми.
В подальшому клуб грав виключно на регіональному аматорському рівні аж до припинення виступів у 1922 році. На сезон 1922/23 клуб заявився на Кубок Шотландії, але не зумів зіграти у жодному матчі.

## Досягнення
- Володар Кубка Шотландії: 1884–85, 1887–88
- Фіналіст Кубка Шотландії: 1874–75, 1885–86, 1894–95